# Notiphila avia
Notiphila avia är en tvåvingeart som beskrevs av Friedrich Hermann Loew 1878. Notiphila avia ingår i släktet Notiphila och familjen vattenflugor. Inga underarter finns listade i Catalogue of Life.